# سكوت موراي (لاعب كرة قدم)
سكوت موراي (بالإنجليزية: Scott Murray)‏ (3 مارس 1988 بغلاسكو في المملكة المتحدة - ) هو لاعب كرة قدم بريطاني في مركز حراسة المرمى. لعب مع نادي بارتيك ثيسل ونادي دندي ونادي كوينز بارك.

## وصلات خارجية
- سكوت موراي على موقع Soccerbase.com (لاعب) (الإنجليزية)